# Cathédrale de l'Immaculée-Conception de Hong Kong
Pour les articles homonymes, voir Cathédrale de l'Immaculée-Conception.
La cathédrale de l'Immaculée Conception (chinois 聖母無原罪主教座堂 ) est un édifice religieux catholique qui est église cathédrale du diocèse de Hong Kong. Une première église de 1843 est remplacée par l’édifice actuel construit en 1883. Avec la cathédrale anglicane Saint-John, c'est l'une des deux cathédrales de Hong Kong. Elle est dédiée à l'Immaculée Conception.

## Historique
La première église catholique de Hong Kong, déjà dédiée à l’Immaculée Conception, est construite - sans doute en matériau léger - à Wellington Street en 1843. Desservie par un prêtre venant de Macao, elle est détruite par un incendie en 1859. 
Une nouvelle et large église, qui est de facto le siège du vicariat apostolique de Hong Kong, est alors construite à l'endroit où elle se trouve toujours aujourd'hui, au 16 Caine Road. Le bâtiment est conçu par la compagnie britannique Crawley and Company de Londres. Sa construction débute en 1883 et les premiers services religieux commencent en juillet 1886 sous les auspices du vicaire apostolique Domenico Pozzoni P.I.M.E.. La première messe est célébrée le 7 décembre 1888.
Lorsque le vicariat est érigé en diocèse de Hong Kong, en 1946, l'église de l'Immaculée Conception en devient sa cathédrale. 

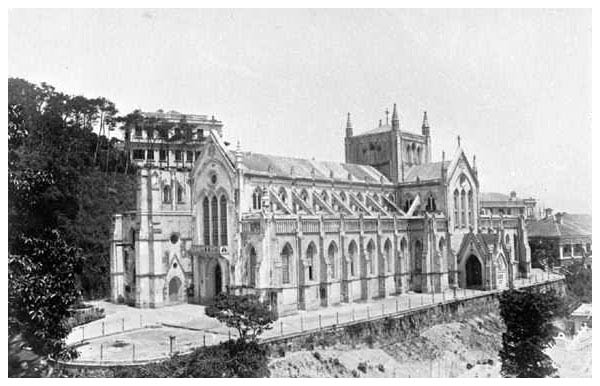
La cathédrale en 1897.
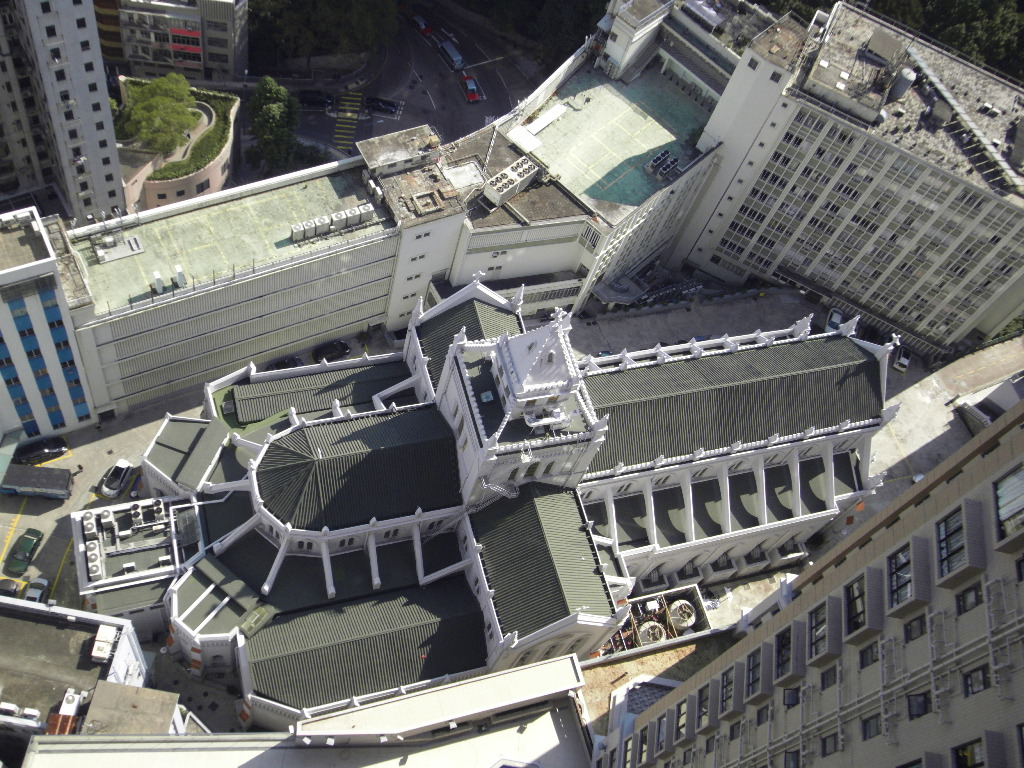
Vue aérienne du bâtiment du XIXe siècle.
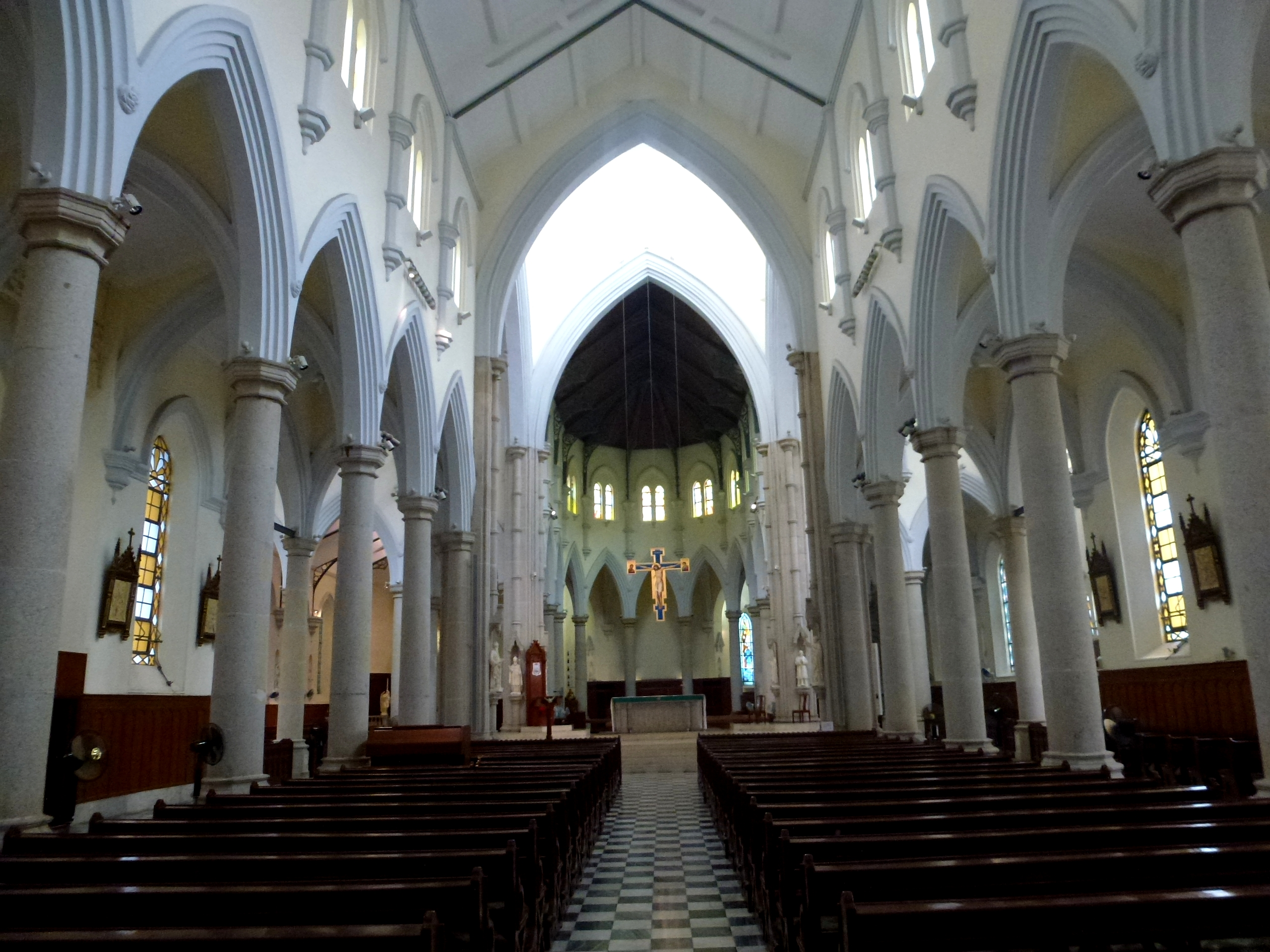
La nef vers le chœur.

Une relique du bienheureux Gabriele Allegra, l'os de son majeur droit, a été placée dans la chapelle des martyrs chinois. Il était connu pour avoir réalisé la première traduction complète de la Bible catholique en langue chinoise. 